# Latastia petersiana
Espèce
Synonymes
- Lacerta carinata Peters, 1874
- Latastia carinata (Peters, 1874)

Latastia petersiana est une espèce de sauriens de la famille des Lacertidae.

## Répartition
Cette espèce est endémique de Somalie.

## Taxinomie
La sous-espèce Latastia carinata caeruleopunctata a été élevée au rang d'espèce par Largen et Spawls en 2006.

Lacerta carinata Peters, 1874 étant préoccupé par Schinz, 1833, Mertens en 1938 a renommé cette espèce.

## Étymologie
Cette espèce est nommée en l'honneur de Wilhelm Peters.

## Publication originale
- Mertens, 1938 : Über eine herpetologische Sammlung aus dem Gebiete des Njarasa-Grabens Ost-Afrikas. Veröffentlichungen aus dem Deutschen Kolonial- und Übersee-Museum in Bremen, vol. 2, no 1, p. 1-9.